# بابو آنتونی
بابو آنتونی (انگلیسی: Babu Antony) کارگردان و بازیگر اهل هند است. وی از سال ۱۹۸۶ میلادی تاکنون مشغول فعالیت بوده‌است.
او در فیلم‌های او می‌توان به کایام‌کولام کوچونی، از آسمان عبور خواهم کرد، قتل، مونی ۲، تخم کلاغ، صلح و انقلاب، بمب لاکسمی، پونیین سلوان، یک عاشق دیوانه بود، تسلیم نشوید، آتش، خنده طولانی، چایتانیا و آدی باگاوان اشاره کرد.